# Нимаха (Ајова)
Нимаха (енгл. Nemaha) град је у америчкој савезној држави Ајова. По попису становништва из 2010. у њему је живело 85 становника.

## Демографија
Према попису становништва из 2010. у граду је живело 85 становника, што је -17 (-16.7%) становника више него 2000. године.
| Група             | 2000.      | 2010.      |
| Белци             | 99 (97,1%) | 70 (82,4%) |
| Афроамериканци    | 0 (0,0%)   | 3 (3,5%)   |
| Азијати           | 0 (0,0%)   | 1 (1,2%)   |
| Хиспаноамериканци | 0 (0,0%)   | 11 (12,9%) |
| Укупно            | 102        | 85         |